# Musseromys inopitatus
Musseromys inopitatus es una especie de roedor de la familia Muridae.

## Distribución geográfica
Son endémicos de Luzón (Filipinas). 